# 白虎通
《白虎通》，东汉古書，又稱《白虎通義》、《白虎通德論》，四卷。

## 历史
東漢章帝建初四年（79年），朝廷召開白虎觀會議，由太常、將、大夫、博士、議郎、郎官及諸生、諸儒在白虎觀（洛陽北宫）陳述見解，“講議五經异同”，意圖彌合今、古文經學異同。章帝親自裁決其經義奏議，會議結論作成《白虎議奏》。再由班固寫成《白虎通義》一書，簡稱《白虎通》。全书共汇集43条名词解释。《白虎通》以今文經學為基礎，初步實現經學統一。蔡邕曾獲賜《白虎議奏》。清代陳立寫有《白虎通疏證》。

## 理論
“白虎通义”中的“通”是统一的、通行的”之意；“义”是“大义”的意思。“白虎通义”的意思是：白虎觀會議所形成的统一的、通行于天下的儒家经学之大义。（西桥按，通义即疏通大义，此词多用为书名，如文史通义。）关于天地万物的起源问题,《白虎通义》的解释是：“始起先有太初，然后有太始，形兆既成，名曰太素。混浊相连，视之不见，听之不闻。然后剖判，清浊既分，精曜出布，庶物施生。……故《乾凿度》云：‘太初者，气之始也；太始者，形之始也；太素者，质之始也。’”《白虎通义》发扬《春秋繁露》比附的手法，将君臣、父子、夫妇之义与天地星辰、阴阳五行等各种自然现象相比附，用以神化封建秩序和等级制度。它认为：“子顺父，妻顺夫，臣顺君，何法？法地顺天。”（《天地》）“三纲之义，日为君，月为臣也。”（《日月》）“君有众民，何法？法天有众星也。”（《五行》）“三纲者何谓也？谓君臣、父子、夫妇也。……故《含文嘉》曰：‘君为臣纲，父为子纲，夫为妻纲。’……人皆怀五常之性，有亲爱之心，是以纲纪为化，若罗网之有纪纲而万目张也。”（《三纲六纪》）“君臣法天，取象日月屈信（伸），归功天也。父子法地，取象五行转相生也。夫妇法人，取象六合阴阳，有施化端也。”（《三纲六纪》）但在强调臣绝对服从君的主调之下，《白虎通义》还在《五行》中提出臣对“无道之君”可以推翻的思想。

## 影響
《白虎通义》作为官方钦定的经典刊布于世，肯定了“三纲六纪”，并将“君为臣纲”列为三纲之首，使纲常伦理系统化，同时还把当时流行的谶纬与儒家经典糅合为一，使儒家思想神学化。
《白虎通义》肯定了儒家经典的非凡特殊价值和特殊地位：“经，常也，有五常之道，故曰五经。《乐》仁、《书》义、《礼》礼、《易》智、《诗》信也。人情有五性，怀五常，不能自成，是以圣人象天五常之道而明之，以教人成其德也。”《白虎通义》有一节专门讨论“辟雍”。“辟雍”是当时的一种学宫，贵族子弟从10岁开始就要寄宿于城内的“小学”，至15岁时进入郊外的“辟雍”。男性贵族子弟在里面学习各种技艺，如礼仪、音乐、舞蹈、诵诗、写作、射箭、骑马、驾车等。
《四库全书总目》评论《白虎通》曰：“方汉时崇尚经学，咸兢兢守其师承，古义旧闻，多存乎是，洵治经者所宜从事也。”《白虎通义》用阴阳五行等概念普遍解释世界的一切事物，使五行思想成了當時人们认识世界的钥匙。